# Comté de Blount (Tennessee)
Pour les articles homonymes, voir Comté de Blount et Blount.
Le comté de Blount est un comté de l'État du Tennessee, aux États-Unis. Son siège est Maryville et son point culminant Thunderhead Mountain.